# Suburban Noize Records
Suburban Noize Records, também conhecida como Subnoize é uma gravadora independente baseada em Burbank, Califórnia, nos Estados Unidos. Formada em 1995 pelo líder do Kottonmouth Kings, Brad "Daddy X" e seu empresário, Kevin Zinger, a gravadora desde então expandiu para incluir vários outros artistas. Por mais de uma década o selo vem criando uma marca baseada ao redor de underground hip hop, com promoção e distribuição de diversos artistas incluindo Kottonmouth Kings, (həd) p.e. , Big B , e o grupo rap X-Clan. Ignorando a mídia mainstream, a popularidade da Suburban Noize Records continua como uma alternativa para as grandes gravadoras. O selo trabalhou em assinar com nomes bem conhecidos na indústria fonográfica. Além do X-Clan, o selo assinou com a banda de punk rock D.I., Jada Pinkett Smith e sua banda Wicked Wisdom, e Sen Dog do Cypress Hill.